# Sphère (industrie)
Pour les articles homonymes, voir Sphère (homonymie).

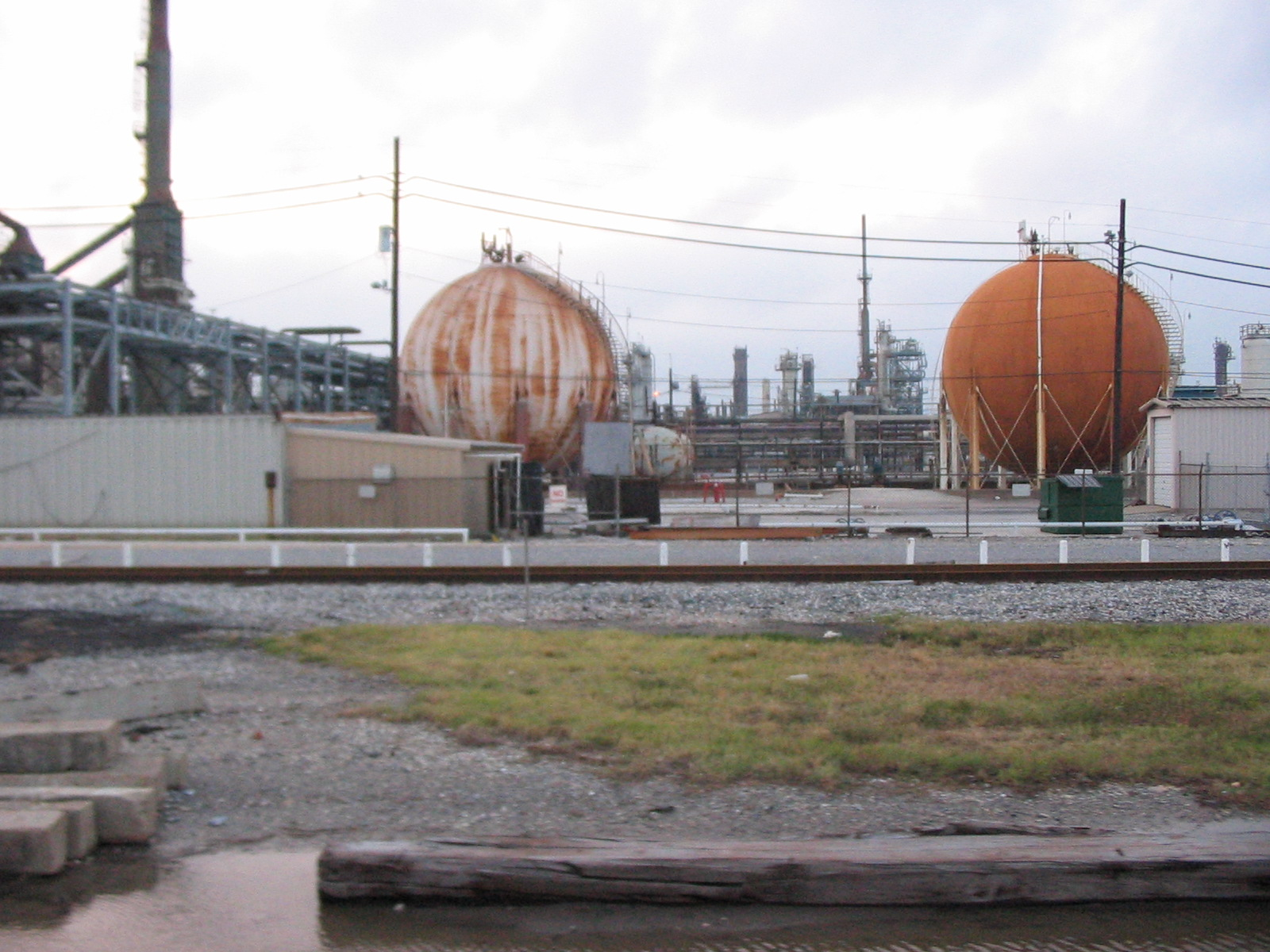
Deux sphères dans une raffinerie de pétrole.

Dans l'industrie pétrolière, on appelle sphère un réservoir, de forme sphérique, posé sur un tréteau en acier servant à stocker du butane liquide sous pression.